# Logging

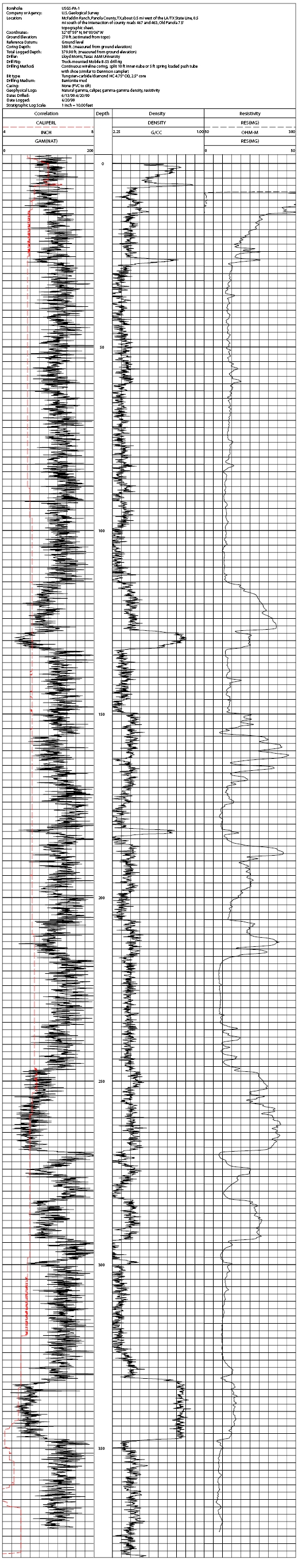
Log registrato in un pozzo per CBM, sono disegnate (a partire da sinistra) le curve di Caliper (in rosso), Gamma Ray, Densità e Resistività

La registrazione di log geofisici in foro (o  semplicemente usando l'inglese logging, derivante dal termine con cui in inglese si indica il solcometro) è la specifica tecnica geofisica usata e sviluppata, principalmente nella ricerca petrolifera per misurare, entro un pozzo di ricerca, produzione, piezometrico o un semplice foro di sondaggio, alcune proprietà fisiche, chimiche e geologiche delle rocce nel sottosuolo e dei fluidi in esse contenuti.
Attualmente le registrazioni di log, per le loro caratteristiche di misurazione continua e documentazione, natura digitale del dato e necessità sempre crescenti di avere informazioni precise sulle condizioni del sottosuolo, vengono effettuate anche entro pozzi perforati per altri scopi, quali pozzi geotermici, per emungitura di acque profonde, valutazioni economiche di giacimenti minerari, sondaggi geotecnici profondi per opere impegnative di ingegneria civile o analisi ambientali. Sono inoltre registrati di routine nei pozzi per esplorazione scientifica perforati dalle navi oceanografiche sui fondali marini, come quelli per i progetti Ocean Drilling Program e Integrated Ocean Drilling Program.

## Descrizione
Un'operazione di logging consiste nel calare nel pozzo una combinazione di strumenti, solitamente collegati alla superficie con un cavo conduttore di corrente elettrica, e al tempo stesso in grado di trasmettere bidirezionalmente segnali digitali, un tempo analogici. L'intervallo di sottosuolo registrato può variare in lunghezza dal fondo del pozzo (in qualche caso superiore ad 8000 m di profondità) fino, se necessario, alla superficie del suolo.
Fino all'inizio degli anni '80 l'operazione di logging era fatta esclusivamente utilizzando strumenti per le operazioni wirelline, ossia tramite cavo: gli strumenti erano uniti tra di loro verticalmente e discesi nel pozzo appesi a un cavo trefolato d'acciaio che conteneva al suo interno cavo conduttori per trasmettere il segnale. In questo caso la registrazione viene eseguita generalmente durante la risalita dello strumento verso la superficie, i dati vengono trasmessi in tempo reale in superficie, ove sono memorizzati in forma digitale e contemporaneamente i principali parametri registrati sono disegnati sotto forma di curve analogiche in corrispondenza delle profondità di registrazione.
A partire dagli anni '80, sono stati sviluppati anche strumenti in grado di registrare log in contemporanea alla perforazione del pozzo (conosciuti nella terminologia anglosassone come strumenti LWD - logging while drilling). Gli strumenti in questo caso sono montati immediatamente sopra lo scalpello, divenendo parte della batteria di perforazione, e registrano i dati in tempo reale durante l'avanzamento della perforazione o le manovre della batteria.
L'industria geofisica ha sviluppato nel tempo una serie di strumenti di log per misurare la resistività delle rocce, la loro densità, la velocità e gli attributi delle onde acustiche trasmesse, la porosità, la radioattività naturale, le proprietà dielettriche e la risonanza magnetica nucleare della roccia stessa. Negli ultimi anni si sono molto diffusi gli studi cosiddetti di "borehole imaging", basati sulla possibilità di ottenere un'immagine artificiale di grande dettaglio della parete del pozzo, prima che questa venga ricoperta col tubaggio.
L'interpretazione di queste registrazioni permette di identificare i livelli mineralizzati con idrocarburi e di quantificare i volumi di petrolio e metano presenti nel giacimento, tramite le stime della porosità del reservoir. I log permettono anche il riconoscimento di molte caratteristiche litologiche e tessiturali dei sedimenti attraversati dal pozzo, e costituiscono quindi un utile strumento per studi di tipo sedimentologico, stratigrafico e strutturale (fratture, faglie, giacitura degli strati ecc.).